# Grenzschutzgruppe 9

Märke tillhörande Grenzschutzgruppe 9.

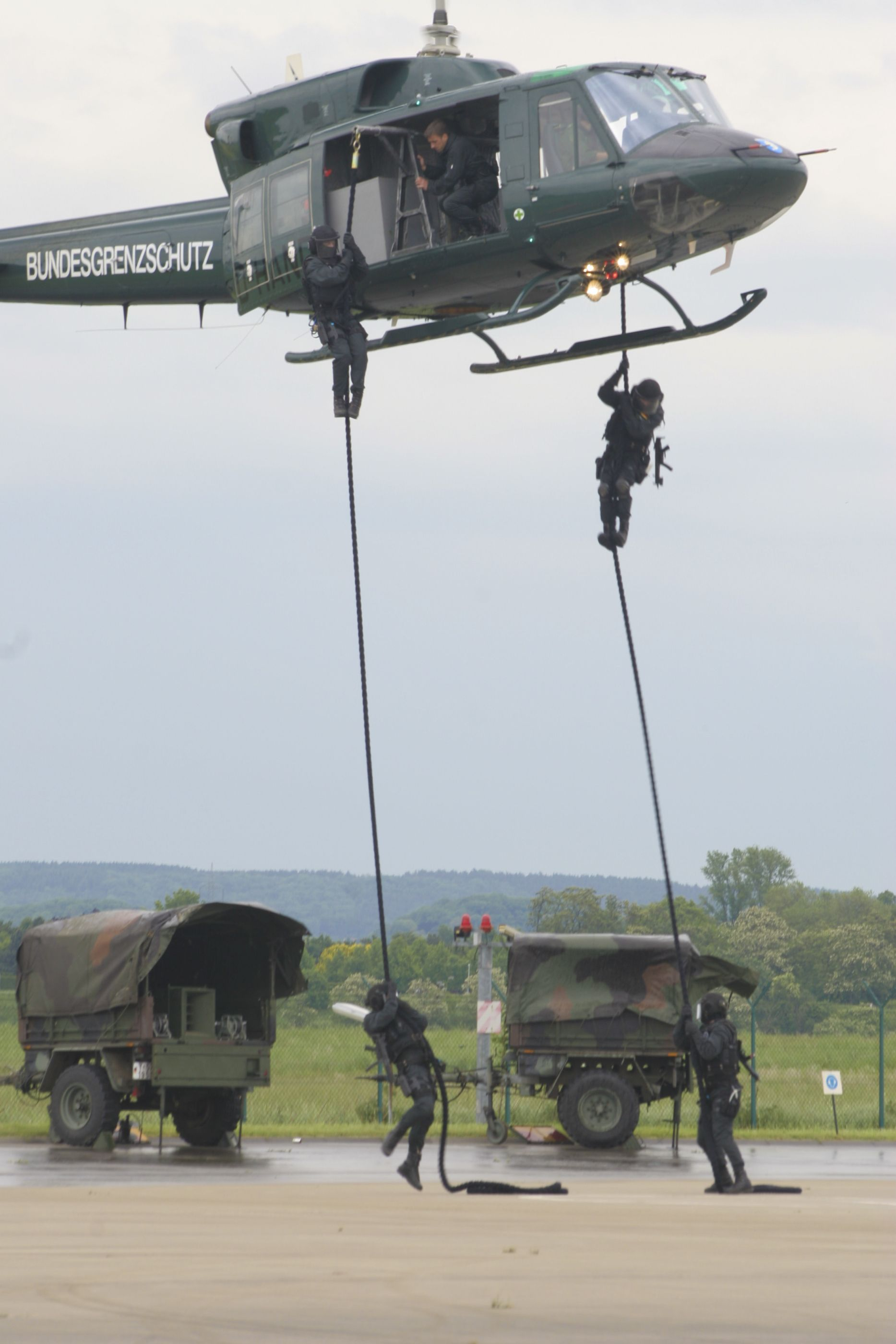
Nedfirning från helikopter.

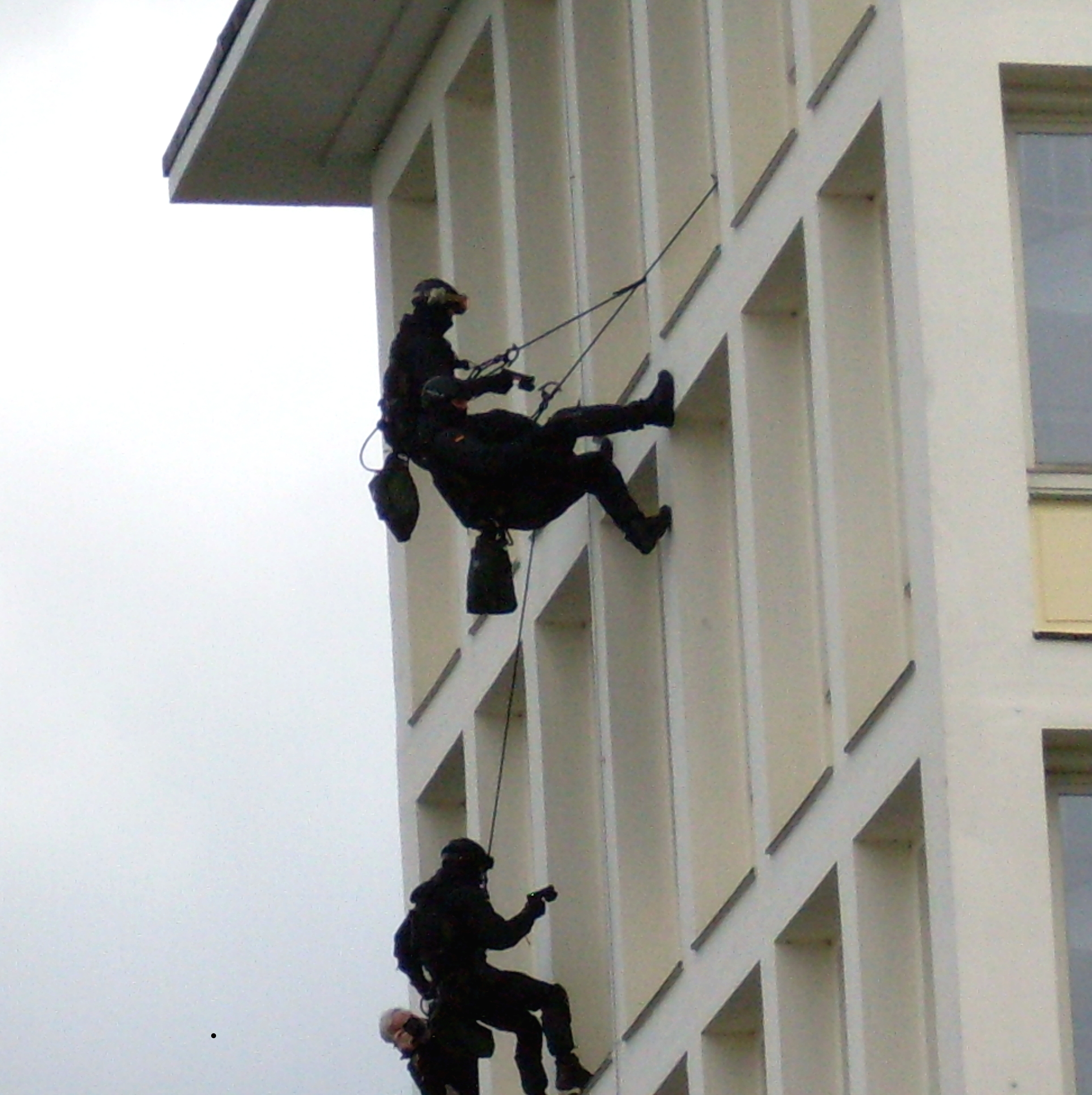
Firning utanpå byggnad.

Grenzschutzgruppe 9, GSG 9, är en polisiär insatsstyrka inom den Tyska federala polisen (tyska: Bundespolizei). GSG 9 finns ständigt beredd för insatser vid terrorattentat och dylikt och är huvudsakligen baserat i Sankt Augustin utanför Bonn.
Grenzschutzgruppe 9 skapades efter Massakern vid München-OS 1972 för att skapa ett bättre antiterroristskydd i Tyskland. Under ledning av Ulrich Wegener utvecklades Grenzschutzgruppe 9 till ett av världens främsta antiterroristkommandon. Grenzschutzgruppe 9:s mest kända insats är befriandet av gisslan vid Landshutdramat i Somalias huvudstad Mogadishu 1977.